# Cylindera dromicoides
Cylindera dromicoides es una especie de escarabajo del género Cylindera, tribu Cicindelini, familia Carabidae. Fue descrita científicamente por Chaudoir en 1852.
Se distribuye por Nepal, India, Pakistán y Bután. La especie se mantiene activa durante los meses de mayo, junio, julio, agosto y noviembre.